# Cosmin Bodea
Cosmin Bodea (* 12. Juni 1973 in Beiuș) ist ein ehemaliger rumänischer Fußballspieler, der für den FC Brașov gespielt hat, wo er auch Kapitän war. Er bestritt insgesamt 195 Spiele in der rumänischen Liga 1 und der türkischen Süper Lig. Nach seiner Karriere als Profifußballer arbeitete er als Fußballtrainer. Er trainierte unter anderem die rumänischen Teams von Precizia Săcele, FCM Târgu Mureș, Gaz Metan Severin und Olimpia Satu Mare der zweiten Liga sowie für kurze Zeit den FC Brașov, dritte Liga.

## Spielerkarriere
Die Karriere von Bodea begann im Jahr 1994 beim FC Bihor Oradea in der zweiten rumänischen Liga. Im Jahr 1995 wechselte er zum FC Brașov in die Divizia Națională. Dort spielte er eine Spielzeit, bevor ihn im Sommer 1996 der Spitzenklub Dinamo Bukarest unter Vertrag nahm. Bei Dinamo kam er regelmäßig zum Einsatz. Im Jahr 1998 holte ihn Sakaryaspor in die Türkei. Nach einer Saison kehrte er nach Rumänien zum FC Brașov zurück. Dort wurde Bodea zur Stammkraft. In der Saison 2001/02 nahm er mit seiner Mannschaft am UEFA-Pokal teil. Nach dem Abstieg 2005 blieb er in Brașov. Anfang 2007 wechselte er zu Alki Larnaka nach Zypern, wo er kurze Zeit später seine Laufbahn beendete.

## Trainerkarriere
Nachdem er seine Fußballerkarriere beendet hatte, begann Bodea eine Karriere als Trainer.